# Joaquín Inza
Joaquín Inza Aysa (Ágreda, Soria, bautizado el 19 de julio de 1736 - Madrid, 13 de febrero de 1811) pintor español

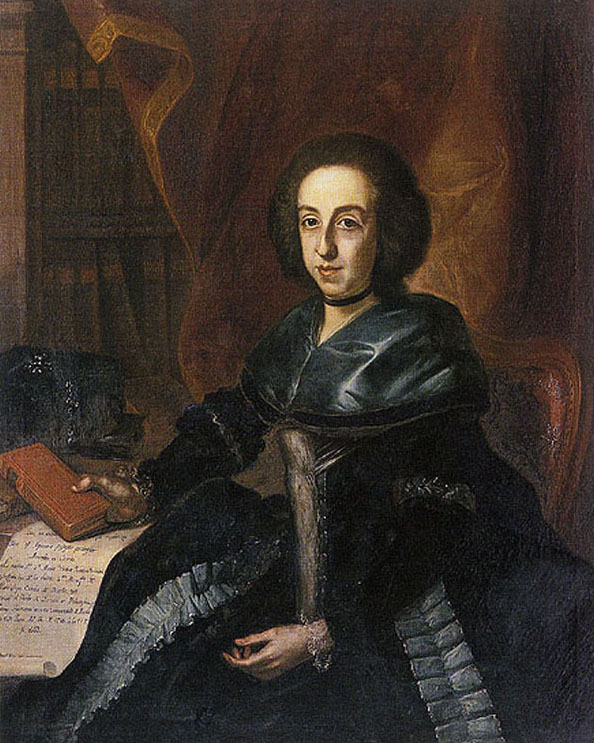
Retrato de doña Isidra Quintana de Guzmán y la Cerda, 1785, óleo sobre lienzo, 106 x 85 cm, Madrid, Universidad Complutense, Facultad de Filosofía y Letras, edificio A.

## Biografía
Hijo de Felipe Inza y Rufina Ayssa, nació en Ágreda, donde su padre, maestro dorador, se encontraba trabajando en el dorado del retablo mayor de la iglesia de San Juan, y recibió el bautismo en esa misma iglesia el 19 de julio de 1736. Es probable que iniciase su formación artística acompañando a su padre antes de ingresar con dieciséis años en la Real Academia de Bellas Artes de San Fernando. En esta academia no obtuvo ningún beneficio: fue infructuosa su presentación en 1753 al concurso general de la misma en tercera clase, con el tema de pensado del pastor Fauno del cabrito en la prueba de pensado y de la Venus de Medici en la de repente, ambas por los vaciados de la misma Academia, y no obtuvo pensión para marchar a Roma en 1758 (obtuvieron la beca Domingo Álvarez Enciso y José del Castillo). Entre 1762 y 1763 realizó su obra mejor documentada y de mayor empeño, la decoración al fresco del techo y paredes de la sacristía de la Virgen en la basílica del Pilar de Zaragoza. La pintura al fresco del techo representa a Santiago en la batalla del Clavijo. En el alto de los muros hay lienzos sobre la vida de Santiago.

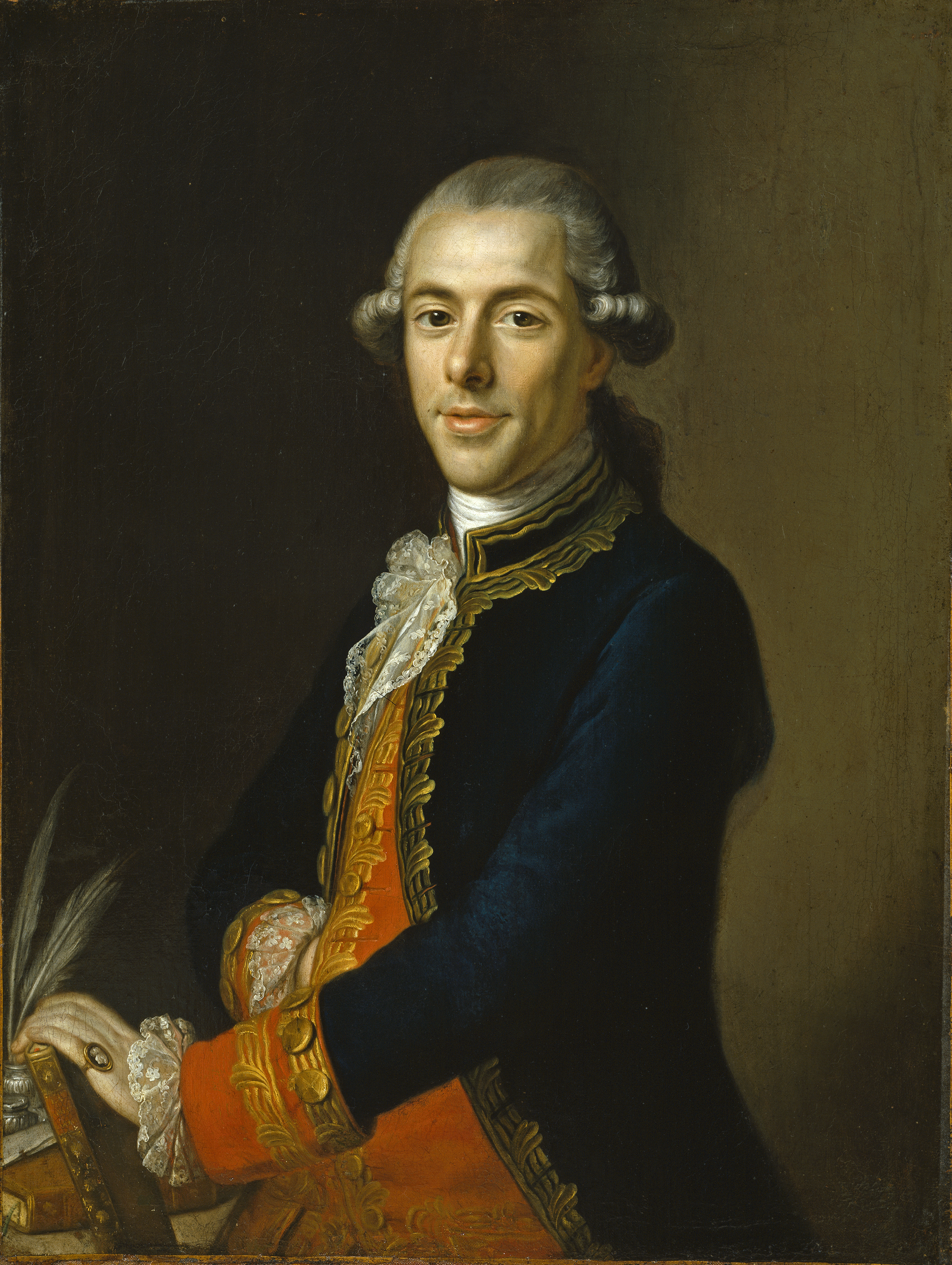
Retrato del escritor e ilustrado español Tomás de Iriarte, hacia 1785, óleo sobre lienzo, 82 × 59 cm, Madrid, Museo del Prado (P02514).

Gozó después de los patrocinios de la duquesa de Arcos y del VI conde de Fernán Núñez, a quienes retrató. De su obra no se conocen más que retratos; en esta labor le hicieron encargos importantes personajes de la Corte y, desde que en 1760 realizó los retratos de cuerpo entero de los infantes Don Carlos y Don Gabriel (1770), Inza trabajó en el servicio regio extraoficialmente, aunque sin obtener nunca ningún puesto en la Corte. En la década de 1770 pintó varios retratos de Carlos III, entre ellos los conservados en la Real Sociedad Económica Aragonesa de Amigos del País, el Museo de Bellas Artes de Murcia y la Real Academia de Bellas Artes de San Fernando. A partir de sus retratos, Juan Antonio Salvador Carmona y Juan Fernando Palomino realizaron dos grabados con la efigie del monarca. También es célebre el retrato que hizo del poeta Tomás de Iriarte en 1785, conservado en el Museo del Prado, el de Manuel Godoy y los del marqués de Perales (1773) y la condesa viuda de Benavente (1782). 
En 1778 Manuel Salvador Carmona viajó a Roma para contraer matrimonio con Anna Maria Mengs, hija de Anton Rafael Mengs, acompañándole Inza en el viaje. Durante su estancia romana y a partir de un boceto de Pompeo Batoni pintó un retrato en miniatura del papa Pio VI que presentado al pontífice lo recibió con alabanzas, lo que al parecer le animó a realizar un segundo retrato perfeccionado. Aunque estos retratos —no conservados— los realizase sin mediación de encargo y sin percibir remuneración por ellos, el papa le mostró su aprecio enviando una carta de recomendación al rector del Colegio español de San Clemente en Bolonia, por la que sería hecho Accademico d'Onore dell'Academia Clementina el 28 de diciembre de 1778. Para el Real Colegio y en los escasos días de estancia en Bolonia pintó otro retrato de Carlos III firmado y fechado en 1779, guardado en el mismo colegio. En 1783 el rector del colegio de Bolonia le encargó por carta el retrato del conde de Floridablanca, que no obstante rehusó posar para él.
Su trabajo como retratista al servicio de la aristocracia madrileña le proporcionó una economía saneada, como demuestra su testamento fechado el 10 de noviembre de 1800, en que se declara soltero y con un patrimonio de 600.000 reales, una cuantiosa fortuna para la época. Tras ordenar unas mandas a los hijos de su amigo Joaquín García, gobernador de Santo Domingo, hace cesión de sus heredades en el lugar de Litago, el de nacimiento de sus padres (diócesis de Tarazona y próximo a su Ágreda natal) a sus «parientes que están disfrutando de ellas por condescendencia mía». Donación condicionada a que el reparto entre ellos se hiciera por el abad del Monasterio de Veruela y, lo que no es menos significativo de su acomodado estado, hace generosas mandas a sus criados, a su mayordomo y a su ama de gobierno.